# Schimbarea la Faţă a Mântuitorului
Schimbarea la Faţă a Măntuitorului est une église orthodoxe située dans le centre de la ville de Chișinău, en Moldavie. 

## Histoire
Originellement nommée « Sf. Imparati Constantin si Elena » elle faisait partie de l'ancien ensemble du « gymnasium » (lycée militaire) pour garçons Mihai Viteazul construit entre 1898 et 1902 par l'architecte M. Seroținski.
L'église ne fut pas construite en même temps que le reste du complexe. Sa réalisation est due à l'initiative du directeur du gymnase Nicolae Alaev et surtout de son gardien honoraire le personnage public et philanthrope Constantin A. Namestnik. Ce dernier nourrissait l'espoir de pouvoir être enterré dans cette église qu'il a par tous les moyens cherché à construire, allant jusqu'à proposer de la financer entièrement sur ses propres fonds. Les travaux commencèrent officiellement en 1899 sous la supervision de l'architecte du diocèse, Mihail Seroţinschi et l'église fut finalement consacrée le 19 mai 1902.
Sous l'époque soviétique, dans un contexte de course à l'espace durant la guerre froide (voir le succès de Youri Gagarine à la même époque) de nombreux planétariums virent le jour dans les territoires contrôlés par l'URSS. Les églises dotées de dômes, et où le plus souvent le culte était prohibé, étaient particulièrement appropriées pour les y installer.
Ainsi à partir de 1962 l'église est reconvertie en planétarium et ce jusqu'à ce qu'un incendie ravage l'édifice en 1990. L'équipement étant très onéreux il n'est pas décidé de reconstruire le planétarium qui est fermé le 24 octobre 1991. Le bâtiment est finalement rendu à l’Église de Moldavie.

Le monument a subi plusieurs campagnes de réfection depuis son retour dans le giron de l'Église orthodoxe. Elle est de nos jours totalement rénovée.

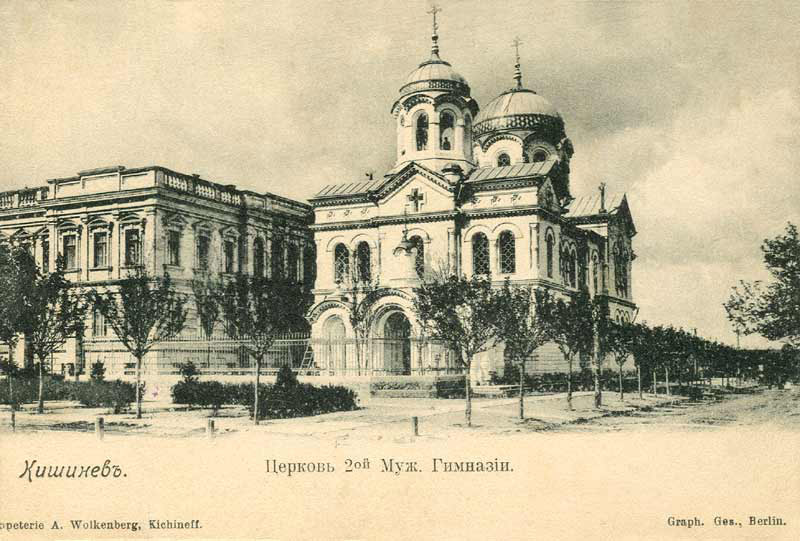
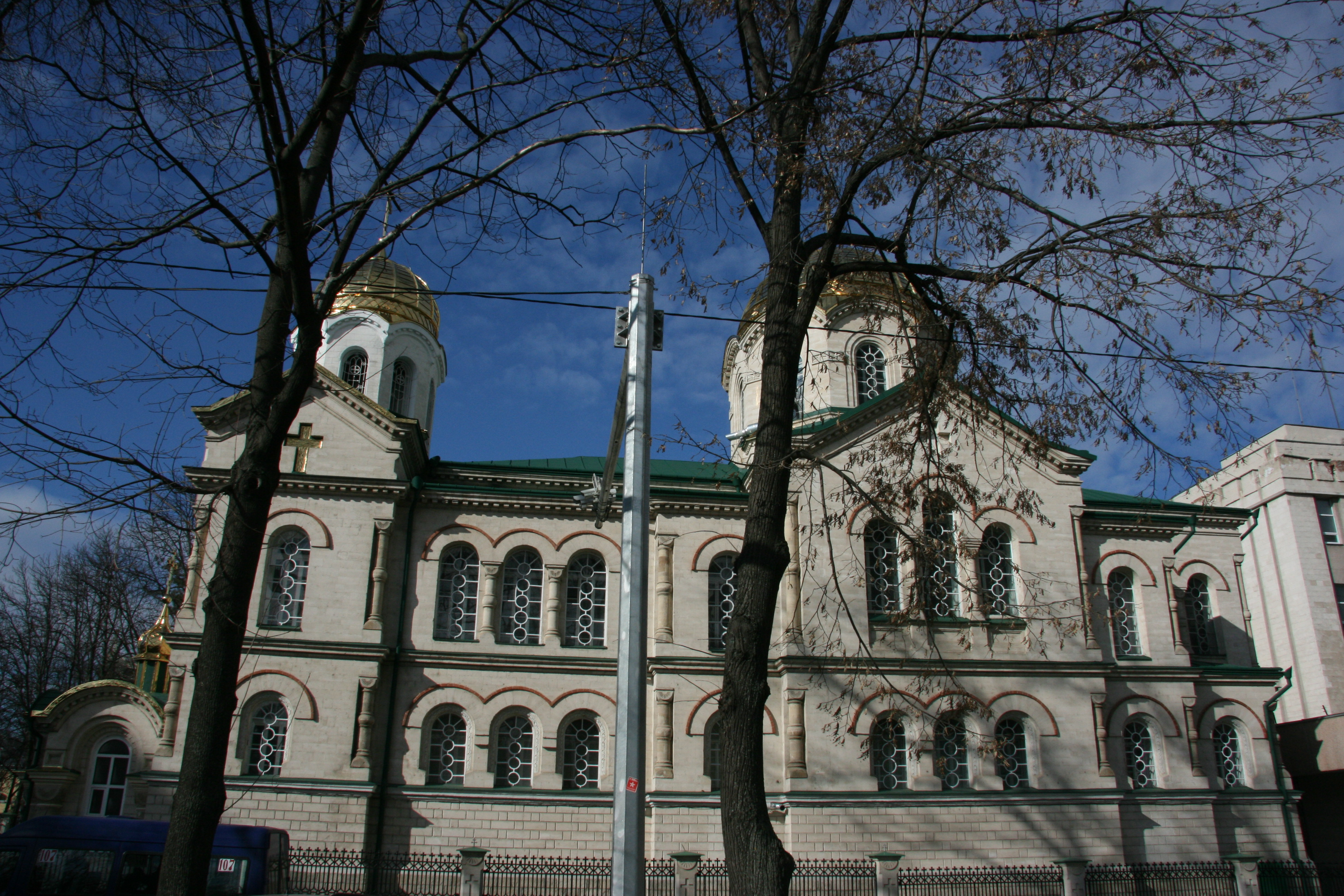
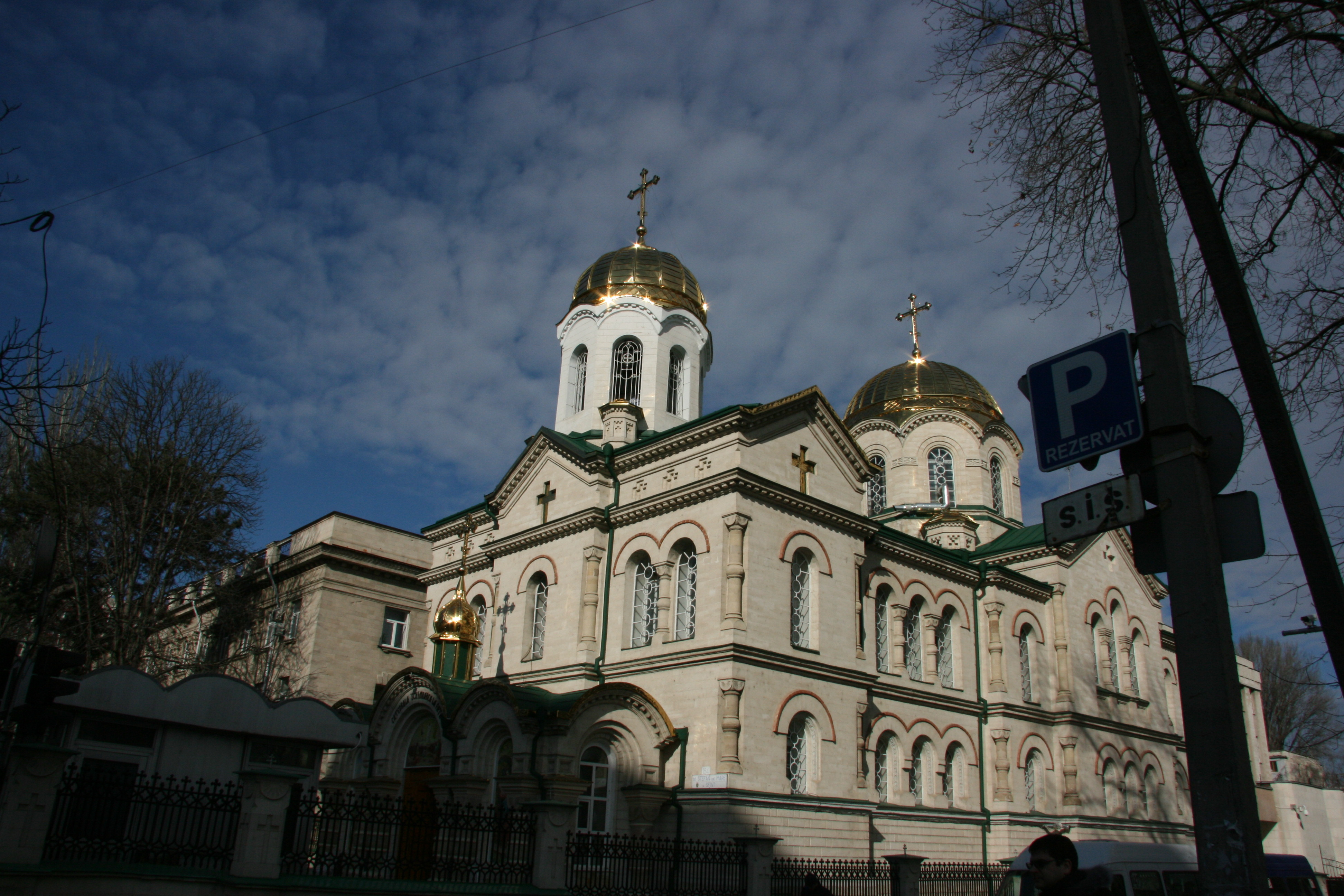